# Citi Field
Citi Field là một sân vận động bóng chày nằm trong Công viên Flushing Meadows–Corona ở Thành phố New York. Được hoàn thành vào năm 2009, đây là sân nhà của New York Mets thuộc giải National League East của Major League Baseball. Sân vận động được xây dựng để thay thế cho Sân vận động Shea liền kề, được khánh thành vào năm 1964.
Citi Field được thiết kế bởi Populous (lúc đó là HOK Sport), và được đặt theo tên của Citigroup, một công ty dịch vụ tài chính ở New York đã mua quyền đặt tên. Sân vận động bóng chày này được xây dựng với chi phí 850 triệu đô la và được tài trợ với 615 triệu đô la trợ cấp công, bao gồm cả việc bán trái phiếu đô thị của Thành phố New York sẽ được Mets hoàn trả cộng với lãi suất. Các khoản thanh toán sẽ bù đắp thuế tài sản trong suốt thời gian tồn tại của sân vận động. Mets đang nhận được 20 triệu đô la mỗi năm từ Citibank để đổi lấy việc đặt tên cho sân vận động là Citi Field.
Trận đấu đầu tiên tại Citi Field là vào ngày 29 tháng 3 năm 2009, với trận đấu bóng chày đại học giữa St. John's và Georgetown. Mets đã chơi hai trận đấu đầu tiên của đội tại sân vận động vào ngày 3 và 4 tháng 4 năm 2009 với Boston Red Sox dưới dạng trận đấu giao hữu từ thiện. Trận đấu đầu tiên trên sân nhà được diễn ra vào ngày 13 tháng 4 năm 2009, gặp San Diego Padres. Citi Field đã tổ chức Major League Baseball All-Star Game 2013, đánh dấu lần thứ hai Mets tổ chức sự kiện này (lần đầu tiên vào năm 1964, mùa giải khai mạc của Sân vận động Shea).

## Các sự kiện khác

### Các trận đấu bóng đá
| Ngày                 | Đội thắng  | Kết quả | Đội thua         | Giải đấu                 | Khán giả |
| -------------------- | ---------- | ------- | ---------------- | ------------------------ | -------- |
| 7 tháng 6 năm 2011   | Ecuador    | 1–1     | Hy Lạp           | Giao hữu                 | 39.656   |
| 26 tháng 7 năm 2011  | Juventus   | 1–0     | Club América     | World Football Challenge | 20.859   |
| 15 tháng 8 năm 2012  | Ecuador    | 3–0     | Chile            | Giao hữu                 | 31.901   |
| 2 tháng 6 năm 2013   | Israel     | 2–0     | Honduras         | Giao hữu                 | 26.170   |
| 22 tháng 10 năm 2017 | NYCFC      | 2–2     | Columbus Crew    | Major League Soccer      | 20.113   |
| 23 tháng 10 năm 2019 | Toronto FC | 2–1     | New York City FC | Major League Soccer      | 19.829   |